# Schlossbibliothek (Berlin)
Die Berliner Schlossbibliothek war die Bibliothek der preußischen Könige und war im Berliner Schloss untergebracht.
Die Bibliothek wurde 1862 unter dem Namen Königliche Hausbibliothek begründet, seit 1928 trug sie den Namen Schloßbibliothek. Die Bibliothek umfasste die Buchbestände der preußischen Könige seit Friedrich dem Großen, der in jedem seiner Schlösser eine Bibliothek unterhalten hatte. Seit 1865 gehörten auch die Bibliotheken der Königin Luise dazu. Die Bücher dieser beiden Vorbesitzer wurden 1943 in das Bergwerk Bernterode ausgelagert. Nach dem Krieg gelangten die Bücher in den Wiesbaden Central Collecting Point und wurden 1957 Eigentum der Stiftung Preußischer Kulturbesitz in Berlin. Von der Stiftung ging die Bibliothek als Dauerleihgabe an die Verwaltung der Staatlichen Schlösser und Gärten Berlin. Seit den 1990er Jahren ließ diese die Bibliothek nach provenienzgeschichtlichen Gesichtspunkten in Potsdam in den Schlössern Sanssouci, Neues Palais und Stadtschloss sowie im Schloss Charlottenburg aufstellen. Die restlichen Teile der Schlossbibliothek gelangten am Ende des Zweiten Weltkriegs in das Neue Palais in Potsdam. Nach Kriegsende wurden sie von der Roten Armee abtransportiert und befinden sich heute in Moskau. Bei einer ersten Rückgabe von Kulturgütern an die DDR (1957–1959) wurde ein Teil der Musikalien der Sammlung an die Staatsbibliothek in Berlin zurückgegeben.